# Cantón de Limón
Limón es el primer cantón de la provincia de Limón, ubicada en el Caribe de Costa Rica. 

## Historia
El cantón se encontraba poblado por naciones originarias, antes de la llegada de los españoles y en septiembre de 1502 el almirante Cristóbal Colón llega a las costas limonenses, durante su cuarto y último viaje. Atraca sus naves en la isla Quiribrí, hoy llamada la Uvita, a la que Colón llamó La Huerta por la variedad de su flora.
En 1540 Hernán Sánchez de Badajoz fundó la ciudad de Badajoz, en la desembocadura del río Sixaola, primer asentamiento europeo en la costa caribeña de Costa Rica, más tarde en 1543 Diego Gutiérrez fundó la ciudad de Santiago, cerca de la desembocadura del río Suerre o Reventazón.
En 1605 Diego de So fundó la ciudad de Santiago de Talamanca en la margen derecha del río Sixaola, se le otorga el nombre Talamanca por el lugar de nacimiento del fundador en España.
En 1659 el gobernador Andrés Arias Maldonado fue a reconocer la bahía de Limón, habitada por los amerindios Tariacas, la comunidad indígena de los Zambos Misquitos llamaron al actual río Estrella, "río Changuinola", por vivir allí la tribu de los Chánguinas.
En 1710 El Gobernador Lorenzo de Granda y Balbín entró en Talamanca siguiendo la ruta por Boruca, ya que por el sur era más accesible y mestizado, al lograr ingresar, tomó presos a varios centenares de amerindios, entre ellos Pablo Presbere que fue ejecutado mientras repartían prisioneros.
El Presidente José María Castro Madriz ordena el traslado de las autoridades de Moín en Limón y el nombramiento de don Federico Fernández Oreamuno, de ascendencia cartaginés, como primer gobernador, comandante y capitán residente en Limón.
El presidente Juan Rafael Mora habilitó el Puerto Limón por decreto 84 del 6 de octubre de 1852 para el comercio.
Después de dos siglos de abandono, a través del decreto 27 del 6 de junio de 1870 se crea la Comarca de Limón como jurisdicción independiente.
En 1871 se inician los trabajos de construcción del ferrocarril al Atlántico que uniría San José con Puerto Limón con el fin de facilitar las exportaciones a Europa del café costarricense. En este año se da el primer contrato entre el gobierno de Costa Rica, presidido por el general Tomás Guardia Gutiérrez y el empresario Henry Meigss, de origen inglés. El capital inglés (la llamada "deuda inglesa") debía financiar la empresa.
En 1872 llegan los primeros barcos proceden de la colonias británicas de Jamaica y Belice, así como de las neerlandesas de Aruba, Curaçao y Surinam con inmigrantes destinados para trabajar en las obras del ferrocarril, aportando con ellos su lengua, cultura, religión y gastronomía. 
En 1874 se interrumpe la construcción del ferrocarril por falta de fondos, por entonces se habían construido 33 km que unieron Limón con Matina y el ferrocarril ya enlazaba las cuatro principales ciudades del Valle Central: San José, Alajuela, Cartago y Heredia.
"Con el deseo de evitar la salida de los trabajadores que no se pueden ocupar actualmente en la empresa, y en conformidad con las instrucciones del señor presidente segundo designado, he facultado (habla el ingeniero) al señor Superintenente para dar a cada trabajador que desee fincarse al lado de la línea entre Limón y el campamento número 2, un terreno de 50 x 50 varas, prometiendo obtener del Supremo Gobierno los respectivos títulos de propiedad cuando llegue el caso" (Gaceta Oficial, 21 de marzo de 1874)
En 1884 se da el Nuevo contrato Soto-Keith, firmado por el gobierno de Costa Rica y Minor C. Keith que busca concluir las obras del ferrocarril a cambio de otorgarle al empresario la concesión del mismo, además de abundantes terrenos ubicados en la provincia durante 100 años.
En 1890 Se terminó la obra de ferrocarril, pero la empresa del ferrocarril de Costa Rica ("Costa Rica Railway Company" bajo control inglés), pasó en adelante bajo control de la Northern Railway Co., aprobada en 1888, de esta manera Costa Rica se ve así unida por primera vez a su costa caribeña y al resto del mundo.
En 1892 mediante el decreto 61 del 25 de julio, se crea la municipalidad de Limón, Capital de la Comarca Independiente de Limón.

## División Política y Administrativa
El cantón de Limón se divide en cuatro distritos, los cuales a través de un decreto de 1992 se definen ya que anteriormente a esa fecha existía un distrito administrativo único. Esta nueva división facilita además la organización electoral.
- Limón
- Valle La Estrella
- Río Blanco
- Matama

## Economía
Por su amplia extensión presenta características urbanas en la ciudad de Limón a lo que se le agrega su función de puerto internacional y al interior del cantón (Valle de la Estrella, Río Blanco, Matama) existe una importante actividad agrícola y rural.
Es uno de los centros navieros y de contenedores más importantes de América Latina y el Caribe y por su zona portuaria (Limón-Moín) transita casi el 90% de las exportaciones e importaciones de Costa Rica. En su periferia se encuentra la refinería costarricense de petróleo RECOPE y varias fábricas de papel cartón destinadas especialmente a la fabricación de cajas de empaque para la exportación del banano, producto del que la provincia de Limón es el segundo exportador mundial. La institución autónoma JAPDEVA, encargada del desarrollo y la administración portuaria de la vertiente del Caribe de Costa Rica, tiene su sede central en la ciudad de Limón.
La ciudad cuenta con una terminal de autobuses que la comunican con el resto de la provincia y del país así como con uno de los aeropuertos más importantes de Costa Rica. Una de sus principales emisoras radiales, Radio Casino, es considerada pionera en el campo de la radiofonía costarricense. Esta emisora transmite su programación en español y mekatelyu (inglés caribeño). La ciudad posee repetidoras de los canales de televisión nacionales, su propio canal local de televisión y sistema de televisión por cable.
Sus calles y avenidas son amplias y bien trazadas y por ser la única ciudad costarricense en haber sido planificada urbanísticamente a finales del siglo XIX sus cuadrantes son exactos.
Entre sus principales edificaciones sobresalen por su antigüedad y belleza arquitectónica, el edificio de Correos que alberga también el museo etnohistórico limonense, la pensión Costa Rica, el Black Star Line, la iglesia Adventista, la iglesia anglicana San Marcos, el antiguo comisariato, el edificio Peña, el edificio Corella, el edificio Ingianna, el Banco Nacional, el Park Hotel, la escuela Tomás Guardia, la Casa de la Cultura, y otros del casco histórico de la ciudad.
El hospital Tony Facio destaca por su arquitectura al igual que otros edificios contemporáneos, entre los que se incluyen hoteles, comercios, bancos y oficinas gubernamentales. La ciudad está separada del mar por un malecón llamado tajamar que bordea toda su costa en el área urbana. Como resultado de su explosión demográfica, Puerto Limón, ha visto crecer el número de sus barrios, y en general la provincia de Limón cuenta con el índice de crecimiento demográfico más alto de Costa Rica.

## Demografía
Para el año 2022, Cantón de Limón cuenta con una población estimada de 116 457 habitantes, y para el último censo efectuado, en 2011, Cantón de Limón contaba con una población de 94 415 habitantes.
De acuerdo al censo nacional del 2011, la población del cantón era de 94 415 habitantes, de los cuales, el 6,7 % nació en el extranjero. El mismo censo destaca que había 26 666 viviendas ocupadas, de las cuales, el 51,1 % se encontraba en buen estado y había problemas de hacinamiento en el 8,3% de las viviendas. El 71,2 % de sus habitantes vivían en áreas urbanas. 
Entre otros datos, el nivel de alfabetismo del cantón es del 97,0 %, con una escolaridad promedio de 8,1 años.
El censo nacional de 2011 detalla que la población económicamente activa se distribuye de la siguiente manera:
- Sector primario: 17,2 %
- Sector secundario: 13,4 %
- Sector terciario: 69,4 %

## Cultura
Actualmente el antiguo estadio de béisbol "Big Boy" se encuentra en fase de remodelación y se construye un nuevo estadio de fútbol en las afueras de la ciudad para albergar partidos de este deporte. Este nuevo estadio que sustituirá al antiguo estadio Juan Gobán y contará con pista de atletismo y otras facilidades deportivas.
El cantón será sede por tercera ocasión de los Juegos Deportivos Nacionales en 2007, además entre el 25 de enero y el 1 de febrero la ciudad de Limón será sede nuevamente de los Juegos Deportivos Nacionales. Este evento deportivo ha sido ganado además por el cantón de Limón en varias oportunidades.
La ciudad es sede de la diócesis de Limón que abarca toda la provincia de Limón más el cantón de Turrialba en la provincia de Cartago. Más de 450.000 habitantes se encuentran dentro de sus límites. Aunque es importante señalar que un alto porcentaje de la población limonense práctica otros cultos y es la región costarricense con mayor diversidad religiosa. La nueva catedral de Limón, actualmente en su etapa final de construcción, está considerada como una de las más modernas de América Latina y la torre de su campanario alcanza los 47 metros de altura.
Puerto Limón como también se le conoce a la ciudad cuenta con la sede de la Universidad de Costa Rica "Sede Rómulo Salas" y en el cantón se encuentran también varias universidades privadas. El cantón cuenta con una gran cantidad de centros de enseñanza primaria y secundaria públicos y privados, incluyendo un colegio científico y otro deportivo.
A pesar de que el español es el idioma oficial, se hablan otras lenguas como el inglés caribeño o mekatelyu por parte de la población afrodescendiente, y que se extiende por casi toda la provincia así como los idiomas indígenas como el bribri y el cabécar hacía el interior del cantón, en los confines con Talamanca.